# 중샤오둔화역
중샤오둔화역(중국어 정체자: 忠孝敦化站, 한어 병음: Zhōngxiào Dūnhuà zhàn, 웨이드-자일스: Chung1hsiao4 Tun1hua4 Chan4, 한자음: 충효돈화참)은  중화민국 (대만) 타이베이시 다안 구에 있는 타이베이 첩운 반난선의 역이다. 중샤오둔화 역은 중국어로 충효돈화역이라는 뜻이다.

## 이름
역명은 소재지 거리명(충효동로, 둔화남로)에서 따온 것이다.

## 구조

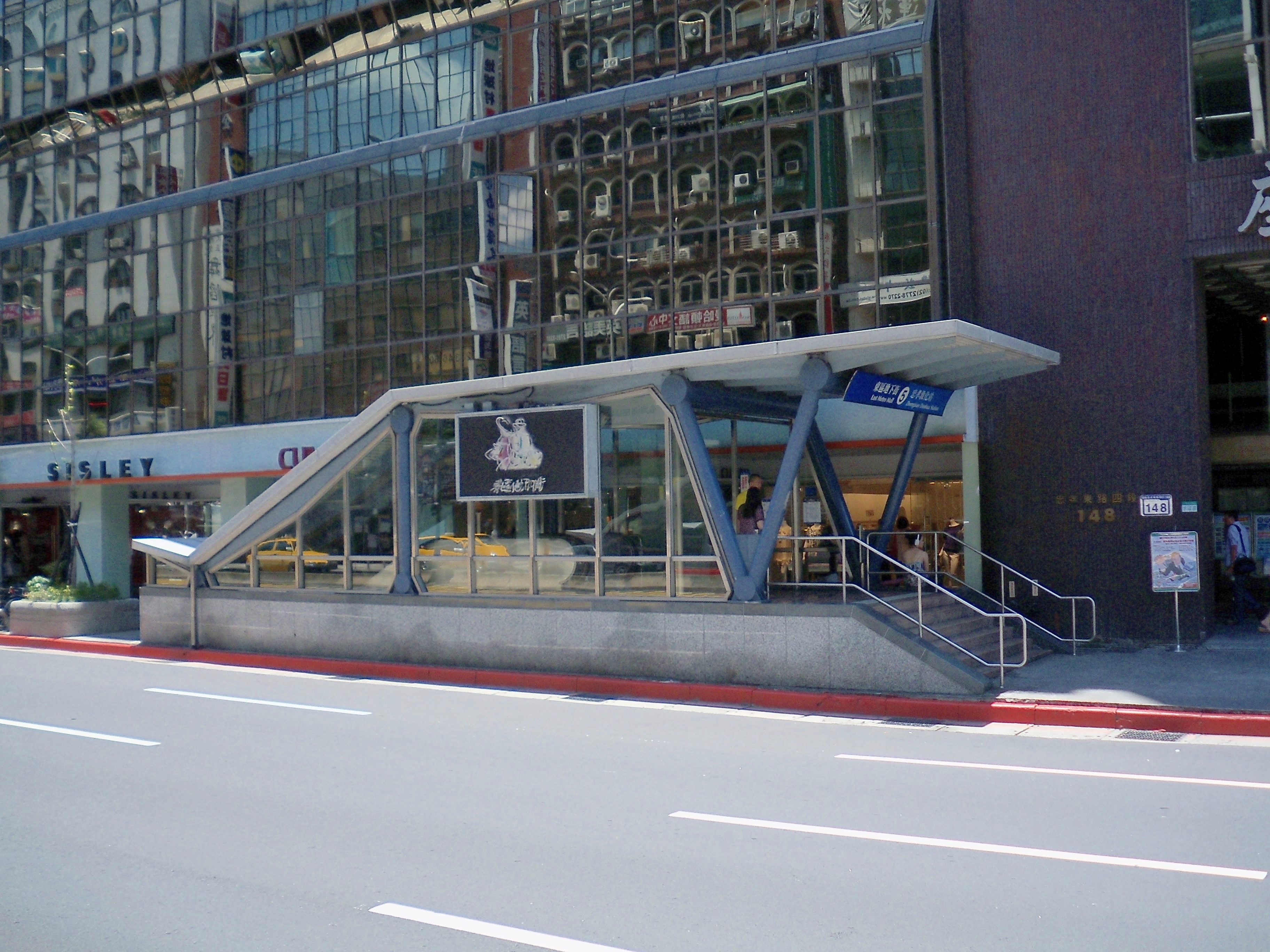
출입구 5

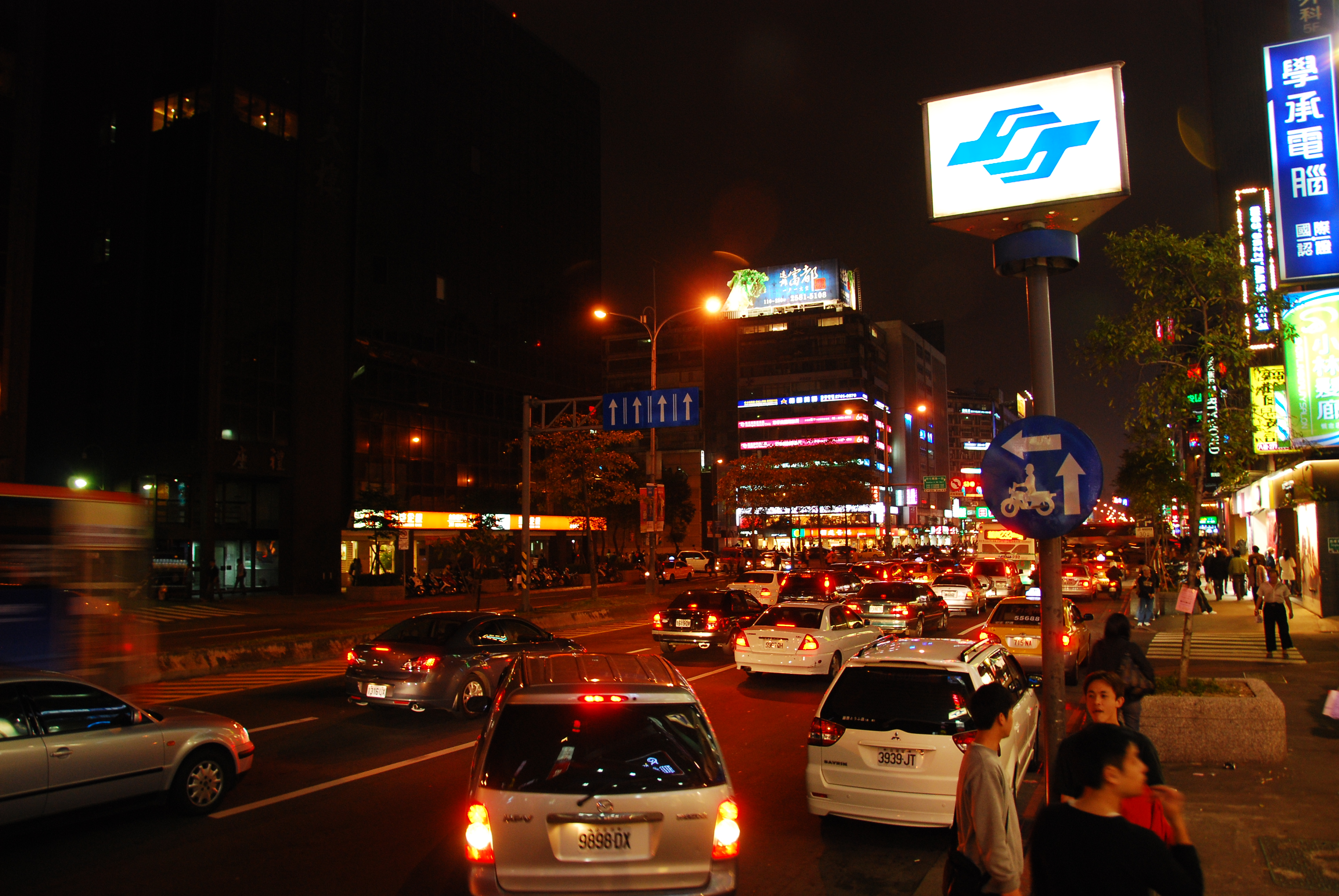
주변 야경

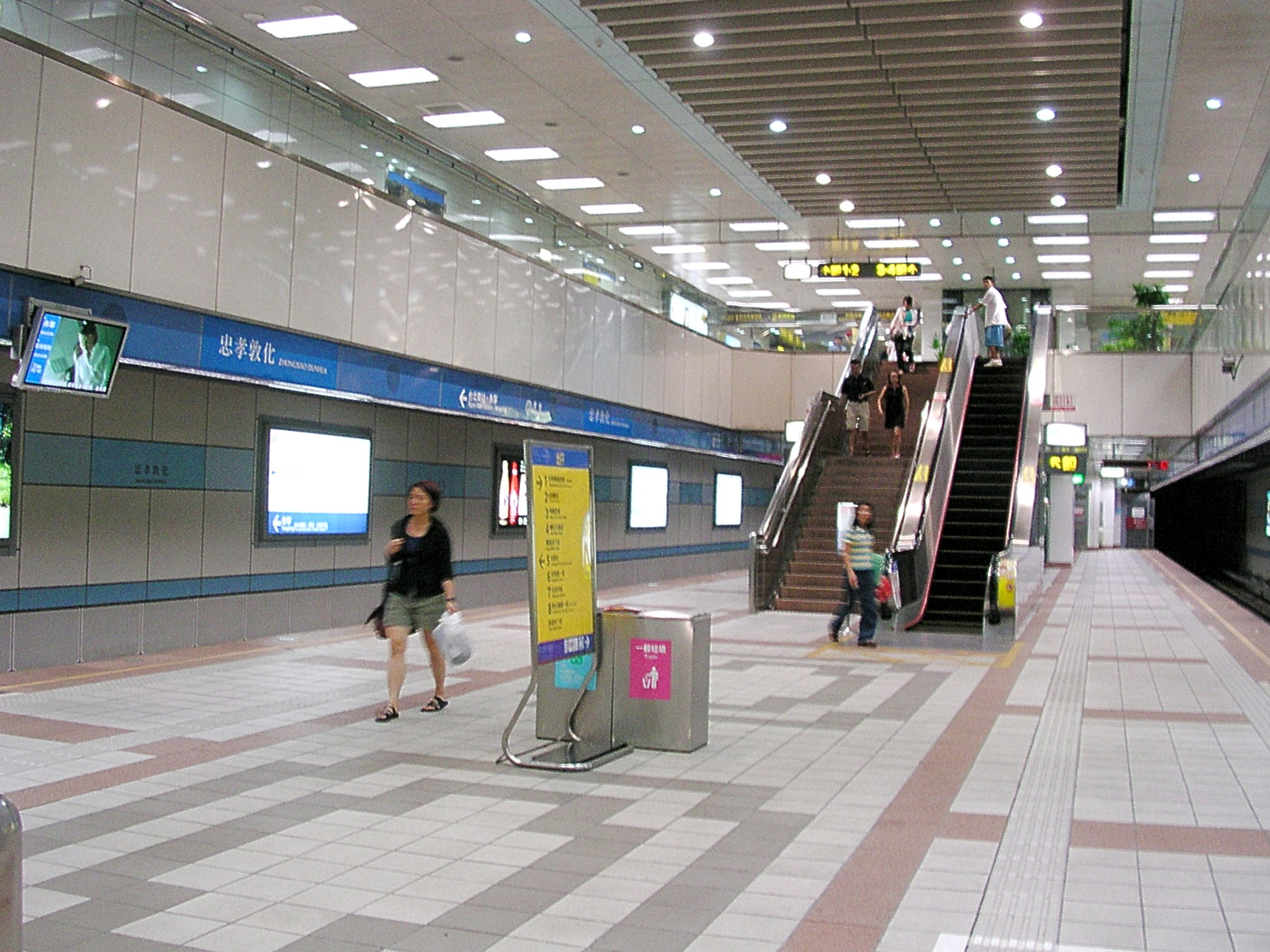
2006년의 반난선 승강장

| 지면     | 출입구                 | 출입구                                                |
| 지하 1층 |                        | 역 홀, 문의종심                                       |
| 지하 1층 | 화장실（유료 존 에서） |                                                       |
| 지하 3층 | 1호 프랫폼             | ←타이베이 첩운 반난선 난강전람관방면（국부기념관）    |
| 지하 3층 | 섬식 승강장            |                                                       |
| 지하 3층 | 2호 프랫폼             | 타이베이 첩운 반난선 딩푸/야둥병원방면（중샤오푸싱）→ |